# Mary Anne MacLeod Trump
Mary Anne Trump (rozená MacLeod 10. května 1912 Tong, Skotsko – 7. srpna 2000 New York) byla skotsko-americká filantropka, matka Donalda Trumpa a manželka realitního developera Freda Trumpa. Emigrovala do Spojených států v roce 1930 a naturalizovanou občankou se stala v březnu 1942. Měla pět dětí a žila v New Yorku.

## Život
Mary Anne MacLeod se narodila 10. května 1912 ve vesnici Tong na ostrově Lewis ve Skotsku. Byla nejmladší z deseti dětí Malcolma MacLeoda (1866–1954) a Mary MacLeod (rozené Smith; 1867–1963). Její otec byl rybářem a úředníkem. Angličtina byla jejím druhým jazykem, který se naučila ve škole, kterou navštěvovala až do střední školy.
Její prarodiče z otcovy strany byli Alexander MacLeod a Ann MacLeod. Alexander byl stejně jako jeho syn Malcolm rybář. Její prarodiče z matčiny strany byli Donald Smith a Mary MacAulay. Pocházeli z míst Vatisker a South Lochs. Donald zemřel na moři ve věku 34 let když se jeho plachetnice potopila.

## Imigrace do Spojených států
S několika sourozenci, kteří se již usadili v Kanadě, mohla Mary poprvé navštívit USA na krátký pobyt v prosinci 1929. V Glasgowě jí bylo 17. února 1930 vydáno imigrační vízum číslo 26698. Dne 2. května Mary opustila Glasgow na palubě RMS Transylvania, kterou 11. května (den po jejích 18. narozeninách) odpluli do New Yorku. Prohlásila, že má v úmyslu stát se občanem USA a bude trvale pobývat v Americe. Byla jednou z desítek tisíc mladých Skotů, kteří během tohoto období odešli do Spojených států nebo Kanady, čímž Skotsko těžce utrpělo v důsledku první světové války. Po příjezdu do USA s 50 dolary žila Mary MacLeod se svou starší sestrou Christinou Matheson na Long Islandu a pracovala více než čtyři roky jako domácí služebnice. Po získání povolení imigračních úřadů USA k opětovnému vstupu – která se poskytují pouze imigrantům, kteří mají v úmyslu zůstat a získat občanství – se Mary vrátila do Skotska na SS Cameronia 12. září 1934. Při sčítání lidu v USA v roce 1940 byla zaznamenána jako žijící v New Yorku od dubna 1935.

## Manželství a rodina
V polovině třicátých let, když Mary žila se svou sestrou v Queensu, potkala na večírku Freda Trumpa. Při následné návštěvě Skotska řekla své rodině, že potkala svého budoucího manžela. Vzali se v Presbyteriánském kostele Madison Avenue 11. ledna 1936. Oddávajícím byl pastor George Arthur Buttrick, pozdější profesor na několika univerzitách. Dne 5. dubna 1937 porodila jejich první dítě Maryanne, po němž následoval Fred Jr. (1938–1981), Elizabeth (nar. 1942), Donald (nar. 1946) a Robert (1948–2020). Rodina žila ve čtvrti Jamaica v Queensu.
Mary působila jako dobrovolnice v nemocnici a podílela se na školních aktivitách a charitativních činnostech. Ve svých aktivitách v nemocnici se zaměřovala na zlepšení stavu osob s dětskou mozkovou obrnou a na zlepšování života intelektuálně postižených dospělých. V roce 1981 zemřel její nejstarší syn Fred Jr. na následky alkoholismu.

## Pozdější život a smrt
Jak stárla, Mary trpěla těžkou osteoporózou. Maryin manžel Fred Trump zemřel ve věku 93 let v červnu 1999 na zápal plic. Zemřela o rok později 7. srpna 2000 v Long Island Jewish Medical Center v New Hyde Parku v New Yorku ve věku 88 let. Byla pohřbena společně se svým manželem a synem Fredem Trumpem Jr. na hřbitově Lutheran All Faiths Cemetery v Middle Village v Queensu.